# Малый Алагёль
Малый Алагёль (азерб. Kiçik Alagöl) — озеро в Кельбаджарском районе Азербайджана, одно из группы озёр Алагёлляр. Расположено вблизи озера Бёюк-Алагёль (Большой Алагёль), на высоте 2739 м. Площадь поверхности озера 90 га.
Малый Алагёль питаётся в основном снеговыми и подземными водами. Вода озера используется для водопоя скота.
В начале 1990-х годов, в ходе Первой карабахской войны, территория на которой расположено озеро была захвачена непризнанной Нагорно-Карабахской Республикой. В ноябре 2020 на основании заявления о прекращении огня, окончившего Вторую карабахскую войну, территория Кельбаджарского района была возвращена Азербайджану.